# Герберт, Джордж, 4-й граф Поуис
Джордж Чарльз Герберт, 4-й граф Поуис (англ. George Charles Herbert, 4th Earl of Powis; 24 июня 1862 — 9 ноября 1952) — британский пэр. Был известен с 1862 по 1891 год как Джордж Герберт.
Титулы: 4-й граф Поуис, графство Монтгомеришир (с 7 мая 1891 года), 4-й барон Герберт из Чербери, графство Шропшир (с 7 мая 1891), 4-й барон Поуис из замка Поуис, графство Монтгомеришир (с 7 мая 1891), 4-й виконт Клайв из Ладлоу (с 7 мая 1891), 5-й барон Клайв из Плесси, графство Клэр (с 7 мая 1891), 4-й барон Клайв из Уолкота, графство Шропшир (с 7 мая 1891 года).

## Ранняя жизнь
Родился 24 июня 1862 года в доме номер 26 по Брутон-стрит в Мейфэре в Лондоне. Был крещен в церкви Святого Георгия на Ганновер-сквер. Второй сын достопочтенного сэра Перси Эгертона Герберта (1822—1876) и леди Мэри Кэролайн Луизы Томас Петти-Фицморис (? — 1927), дочери Уильяма Томаса Петти-Мицмориса, графа Керри (старшего сына Генри Петти-Фицмориса, 3-го маркиза Лэнсдауна).
7 мая 1891 года после смерти своего бездетного дяди Эдварда Герберта, 3-го графа Поуиса (1818—1891), Джордж Герберт унаследовал его титулы и владения, став пэром Великобритании.
Он получил образование в Итонском колледже и колледже Святого Иоанна в Кембридже, где получил степень бакалавра в 1885 году и степень магистра в 1905 году.

## Карьера
После получения первой степени он работал государственным служащим в административном отделении Главпочтамта (GPO) в Лондоне, но ушел в отставку после получения звания пэра.
Он был назначен лордом-лейтенантом Шропшира в 1896 году , эту должность он занимал до 1951 года. Он также был заместителем лейтенанта графства Монтгомеришир и мировым судьей от графств Монтгомеришир и Шропшир, а также олдерменом совета графства Шропшир. Он был судебным приставом Большого креста ордена Святого Иоанна Иерусалимского.
В 1897 году он служил казначеем Шропширского госпиталя в Шрусбери. В 1898 году он был удостоен звания почетного полковника 4-го (ополчения) батальона пограничников Южного Уэльса.

## Личная жизнь

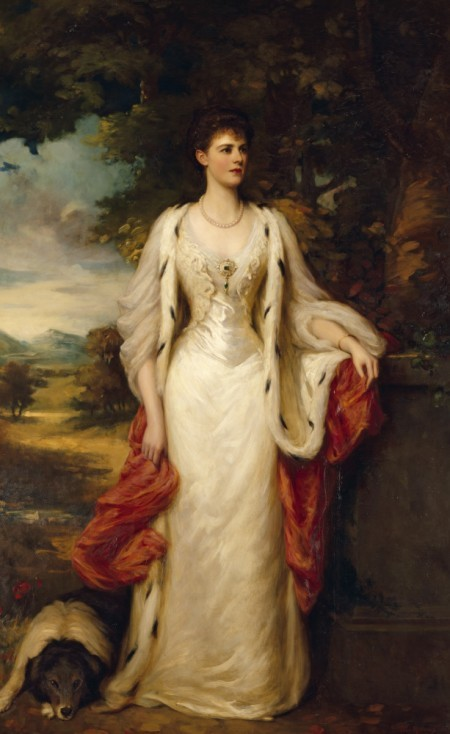
Вайолет Герберт, графиня Поуис, Эллис Робертс. 1887 год

21 августа 1890 года, за шесть месяцев до того, как унаследовать графство, Джордж Герберт женился на достопочтенной Вайолет Ида Эвелин Лейн-Фокс (1 июня 1865 — 29 августа 1929), второй дочери Саквилла Лейн-Фокса, 15-го барона Дарси де Найт. Старшая сестра Вайолет, достопочтенная Марсия Лейн-Фокс была замужем за Чарльзом Пелэмом, 4-м графом Ярборо. У супругов было трое детей::
- Капитан Перси Роберт Герберт, виконт Клайв (2 декабря 1892 — 13 октября 1916), умерший от ран, полученных в 1916 году в битве на Сомме в Первой мировой войне[13].
- Леди Гермиона Гвладис Герберт (17 сентября 1900 — 25 мая 1995), в 1924 году вышедшая замуж за Роберто Луккези-Палли, 11-го герцога делла Грация и 13-го принца ди Кампофранко (1897—1979)[12].
- Мервин Герберт, виконт Клайв[англ.] (7 мая 1904 — 23 марта 1943), погибший во время службы во время Второй мировой войны в 1943 году[12].

Лорд Поуис умер в замке Поуис в ноябре 1952 года в возрасте 90 лет и был похоронен на кладбище Крайст-Черч в Уэлшпуле . Ему наследовал графство его двоюродный племянник, Эдвард Роберт Генри Герберт (1889—1974), ставший 5-м графом Поуисом.

## Наследование титулов и поместий
Графу суждено было пережить обоих своих сыновей, старший из которых погиб во время Первой мировой войны, а младший — во время Второй мировой войны. В то время как графство перешло к сыну его двоюродного брата, баронство, переданное Роберту Клайву Индийскому, перешло к единственной внучке графа, Давине Ингрэмс (1938—2008), дочери его младшего сына Мервина.
Лорд Поуис завещал свою семейную резиденцию, замок Поуис недалеко от Уэлшпула, Национальному фонду. Очень высокие налоги на наследство, которые преобладали в Великобритании в послевоенные годы, возможно, повлияли на его решение. Его наследник, Эдвард Герберт, 5-й граф Поуис, пришел к соглашению с Национальным фондом и поселился в замке Поуис. После смерти 6-го графа (Кристиан Виктор Чарльз Герберт) в 1988 году граф и его семья больше не проживают в замке Поуис.